# Pagan's Mind
Pagan's Mind je norská progresivně metalová hudební skupina založená v roce 2000 ve městě Skien. Debutové album Infinity Divine vydali ještě ten rok u malého norského vydavatele. Album sice dostalo dobrá hodnocení, norská společnost ovšem měla problém s jeho distribucí. O dva roky později tedy skupina podepsala smlouvu s německým vydavatelem Limb Music. Téhož roku skupina nahrála a uvedla své druhé album Celestial Entrance. Následovalo vydání desek Enigmatic: Calling (2005), God's Equation (2007) a Heavenly Ecstasy (2011), přičemž před poslední z nich přešla skupina ke společnosti SPV GmbH.

## Sestava
- Nils K. Rue – zpěv
- Jørn Viggo Lofstad – kytara, doprovodný zpěv
- Steinar Krokmo – basová kytara, doprovodný zpěv
- Ronny Tegner – klávesy
- Stian Kristoffersen – bicí

Bývalí členové
- Thorstein Aaby – kytara (2000–2003)

## Diskografie
- Infinity Divine (2000)
- Celestial Entrance (2002)
- Enigmatic: Calling (2005)
- God's Equation (2007)
- Heavenly Ecstasy (2011)

Koncertní alba
- Live Equation (2009)
- Full Circle: Live at Center Stage (2015)